# Billeberga församling
Billeberga församling var en församling i Lunds stift och i Svalövs kommun. Församlingen uppgick 2006 i Billeberga-Sireköpinge församling.

## Administrativ historik
Församlingen har medeltida ursprung. .
Församlingen var till och med 1961 moderförsamling i pastoratet Billeberga och Tirup för att därefter till och med 2005 vara moderförsamling i pastoratet Billeberga och Sireköpinge. Församlingen uppgick 2006 i Billeberga-Sireköpinge församling.

## Kyrkor
- Billeberga kyrka